# Ґледіс Карсон
Ґледіс Карсон (англ. Gladys Carson, 8 лютого 1903 — 17 листопада 1987) — британська плавчиня.
Призерка Олімпійських Ігор 1924 року.